# Phradonoma hobohmi
Phradonoma hobohmi – gatunek chrząszcza z rodziny skórnikowatych i podrodziny Megatominae.
Gatunek ten opisany został po raz pierwszy w 2021 roku przez Jiříego Hávę na łamach czasopisma „Folia Heyrovskyana”. Jako lokalizację typową wskazano farmę Abechaus w Otjivarongo na terenie Namibii. Epitet gatunkowy nadano na cześć G. Hobohma, który zebrał materiał typowy.
Chrząszcz o owalnym w zarysie ciele długości od 2,25 do 3,1 mm. Głowa jest grubo punktowana i porośnięta długimi szczecinkami jasnobrązowej barwy. Czułki buduje 11 członów, z których cztery ostatnie tworzą buławkę; człon pierwszy jest brązowy, buławka czarna, a reszta czułków jasnobrązowa. Głaszczki szczękowe są ciemnobrązowe. Ciemnobrązowe z nieznacznym połyskiem przedplecze jest skąpo i niezbyt grubo punktowane, porośnięte brązowymi szczecinkami z wyjątkiem łatek białych szczecinek w częściach przednio-bocznych. Na niewielkiej, trójkątnej, ciemnobrązowej tarczce brak jest punktowania i szczecinek. Pokrywy są skąpo i grubo punktowane, ciemnobrązowe z jaśniejszą plamką w tylnym końcu, porośnięte są szczecinkami brązowymi ze szczecinkami białymi tworzącymi trzy wąskie, poprzeczne przepaski, czasem rozbite na kropki. Spód ciała jest punktowany grubo i gęściej niż pokrywy. Odnóża mają uda z brązowymi szczecinkami i przyciemnionymi szczytami oraz brązowe golenie i stopy.
Owad afrotropikalny, znany tylko z lokalizacji typowej w Namibii.